# Hillegersberg (schip, 1644)
De Hillegersberg is als fluitschip gebouwd in 1644 in Rotterdam in opdracht van de VOC-Kamer Rotterdam.
Het schip is in december 1644 vertrokken van Goeree voor een reis naar Batavia, waar het in mei 1645 aankwam.
Aan boord was Cornelis Speelman.